# San Francisco (Santa Cruz de Tenerife)

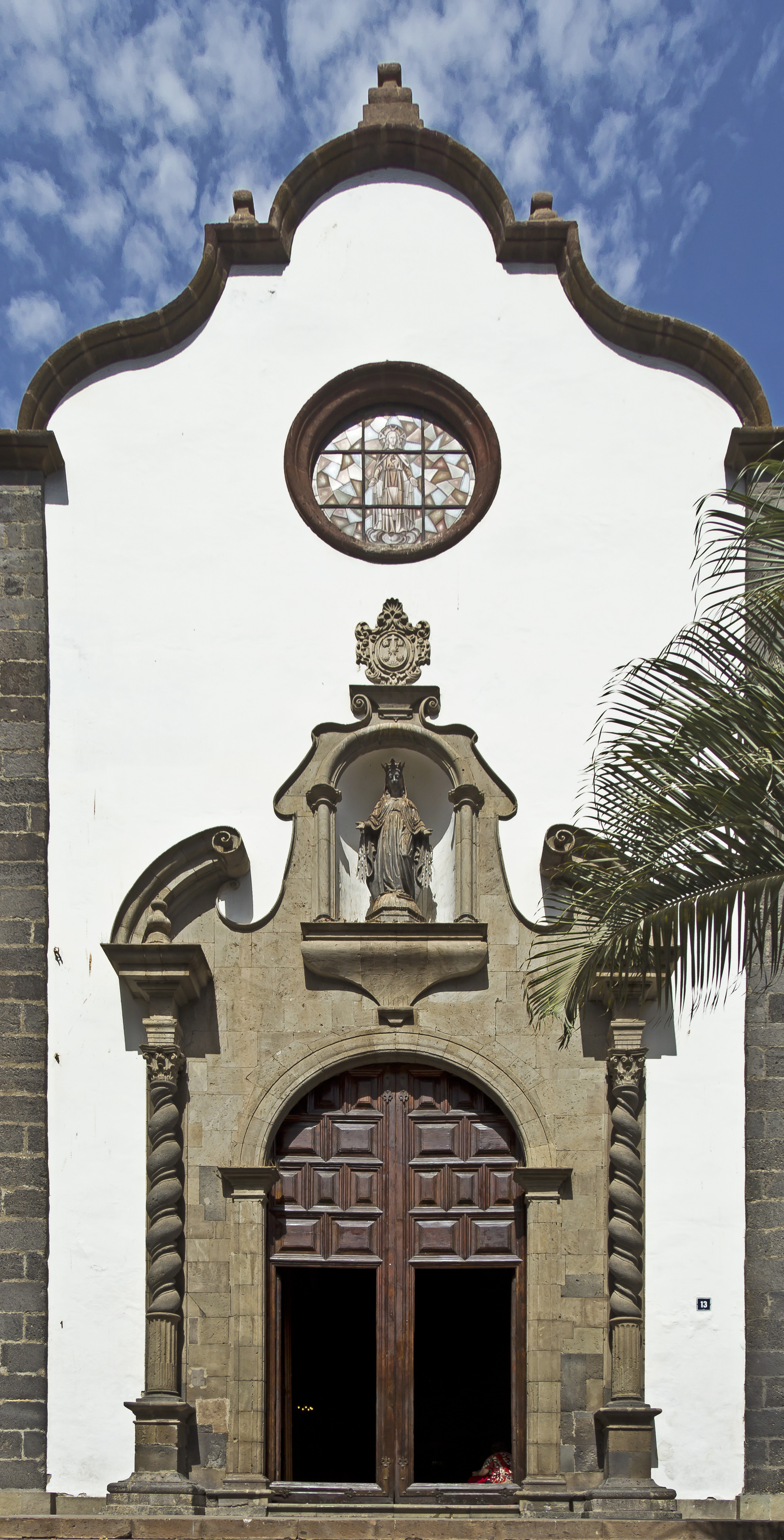
Mittelteil der Fassade

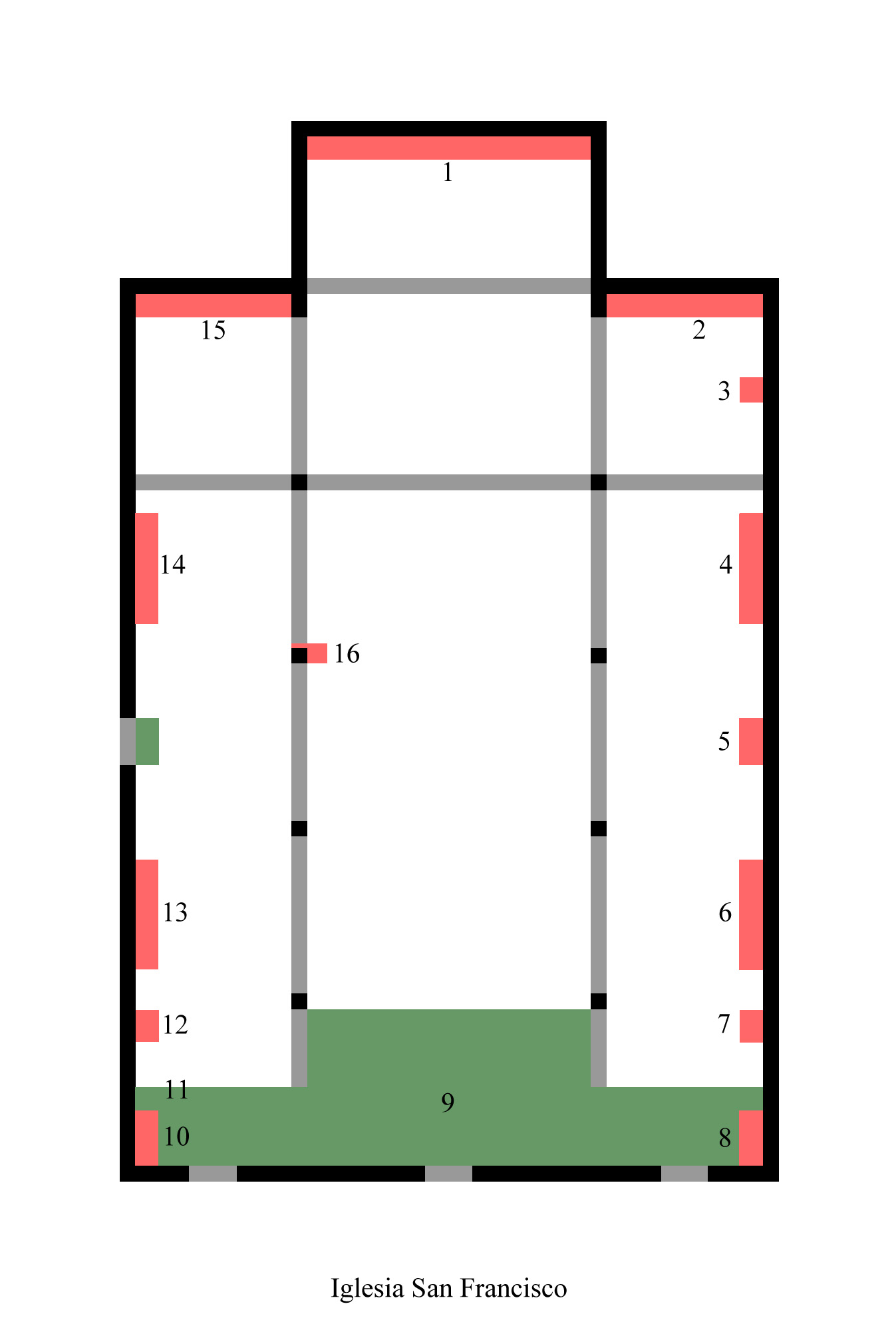
1 Hauptaltar
2 Kapelle des Señor de Las Tribulaciones
3 Figur des Heiligen Herzens Jesu
4 Altar des Heiligen Josefs
5 Altar der Buena Muerte
6 Altar des San Antonio de Padua
7 Figur des Hermano Pedro
8 Taufkapelle
9 Orgelempore
10 Allerseelenaltar
11 Grabstein
12 Traum des Heiligen Josefs
13 Altar der Virgen de la Consolación
14 Altar des Heiligen Buenaventura
15 Kapelle der Virgen del Retiro
16 Kanzel

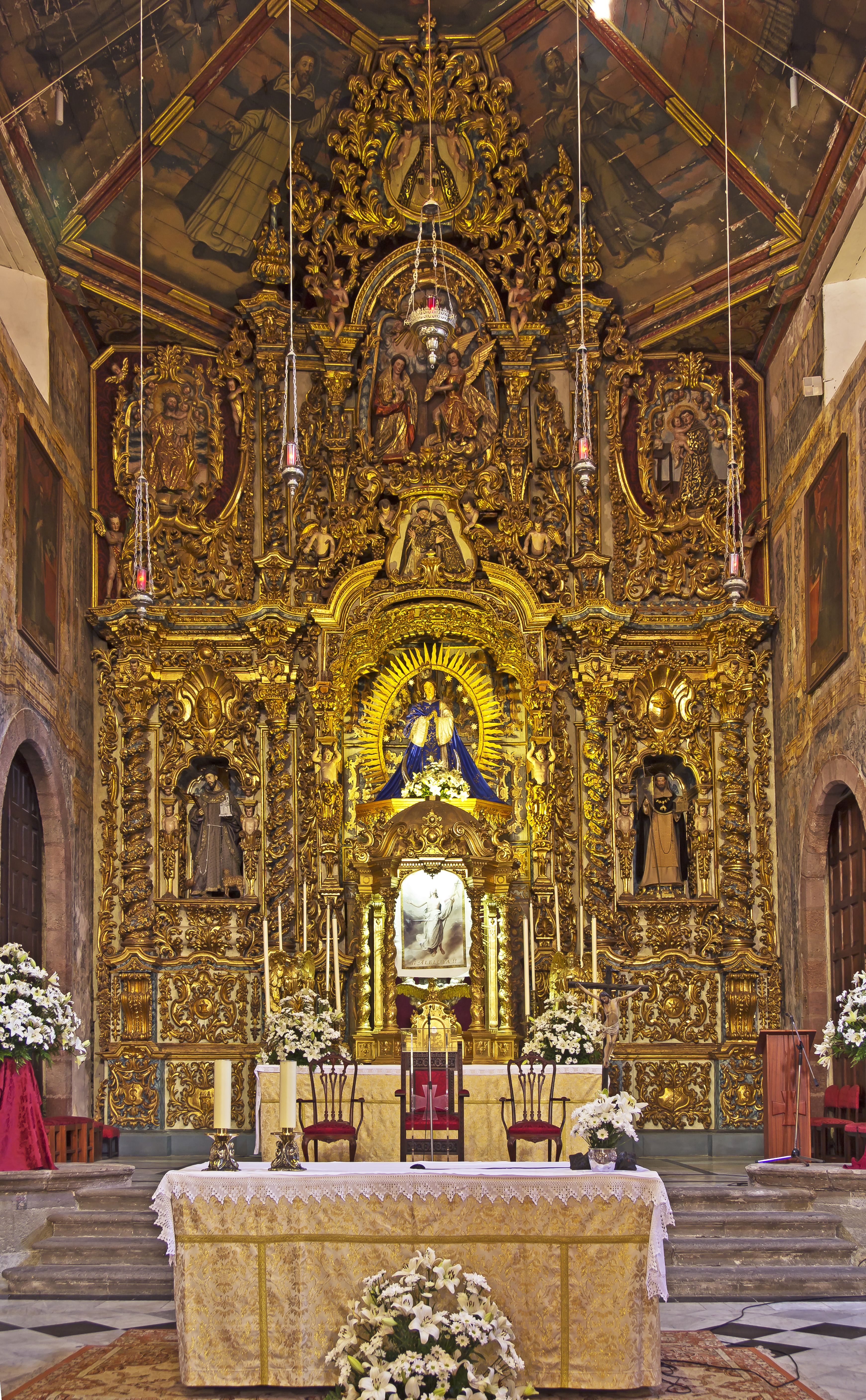
Hauptaltar

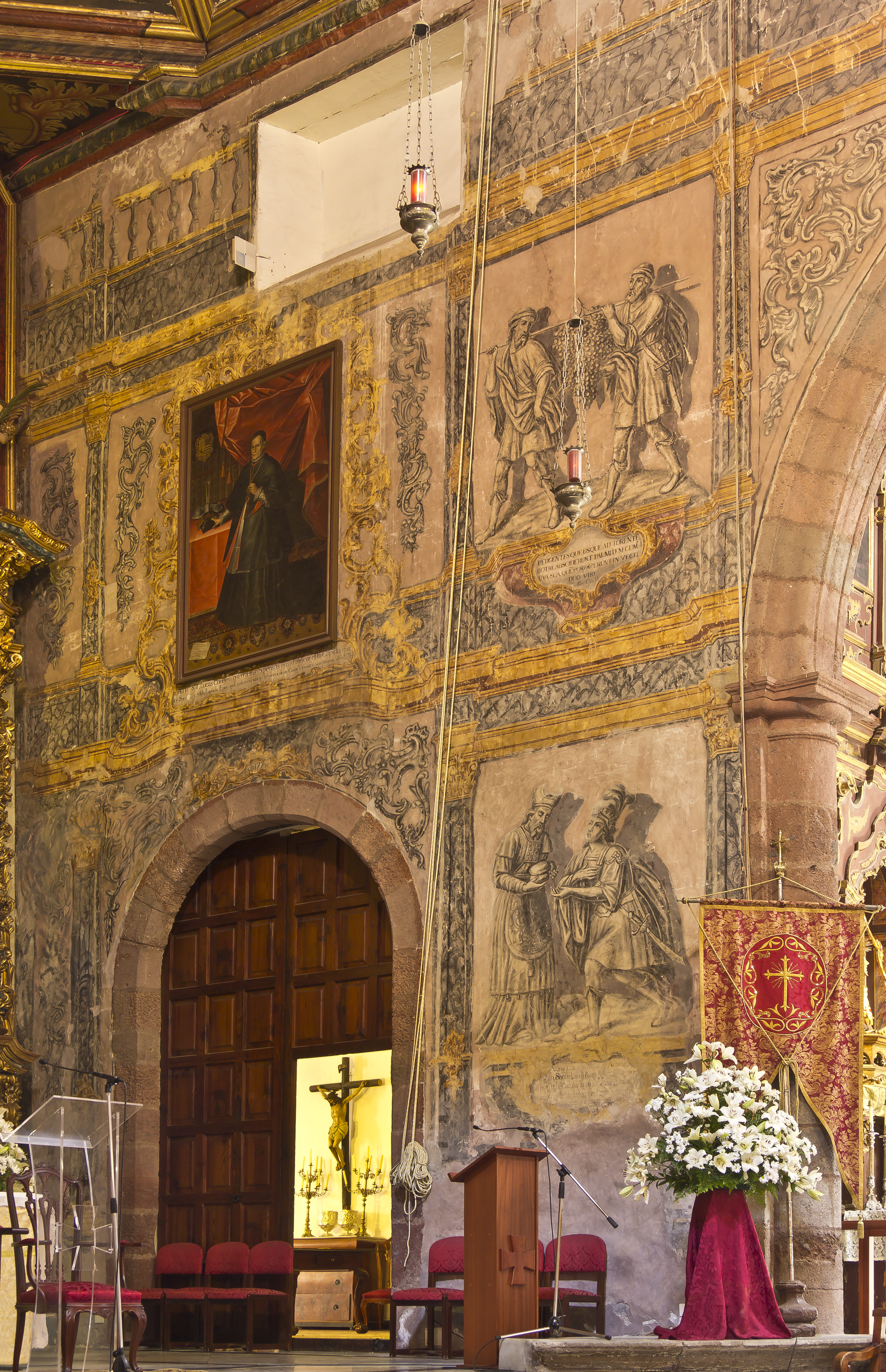
Wandmalerei im Hauptaltarraum

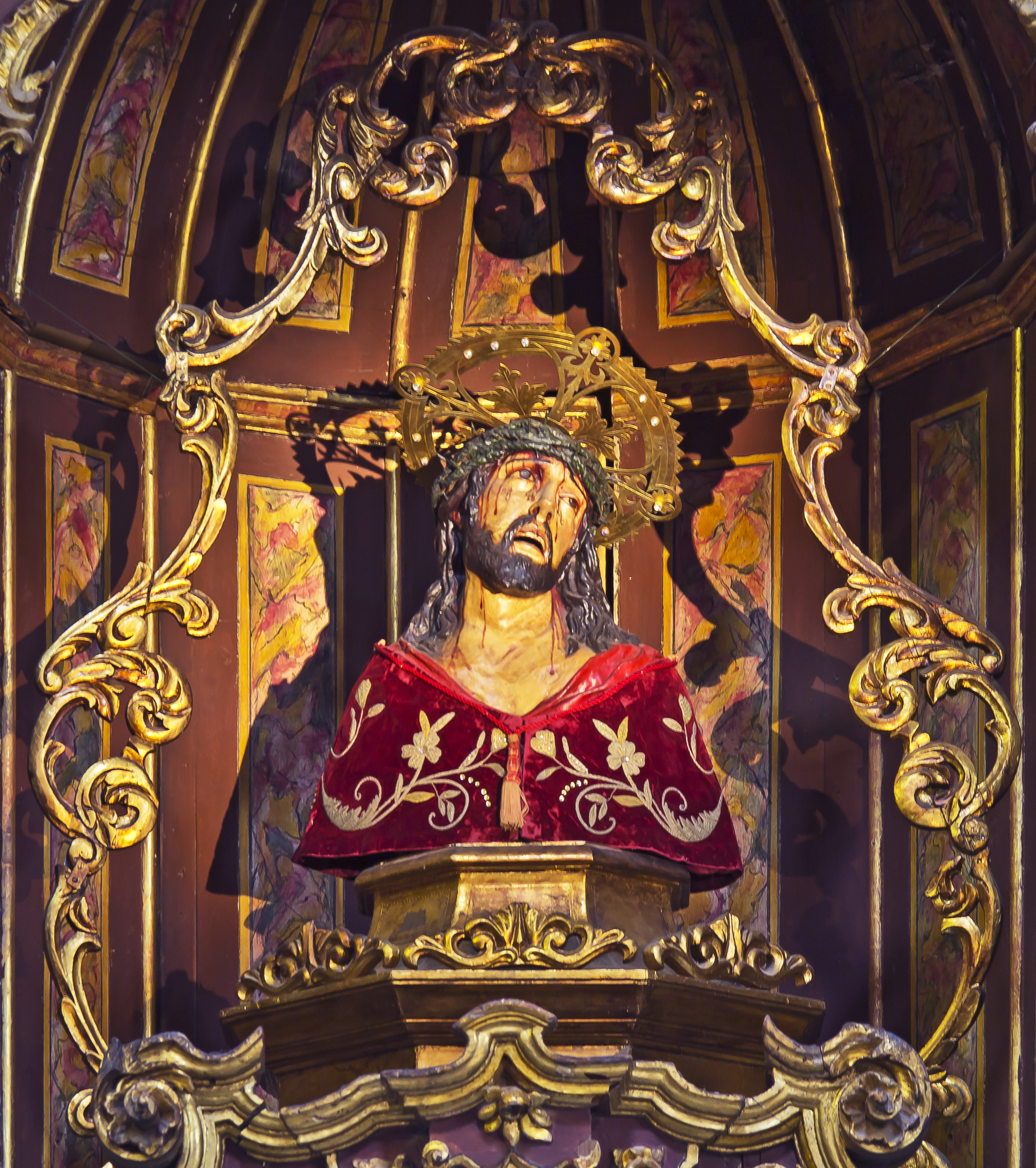
Señor de las Tribulaciones

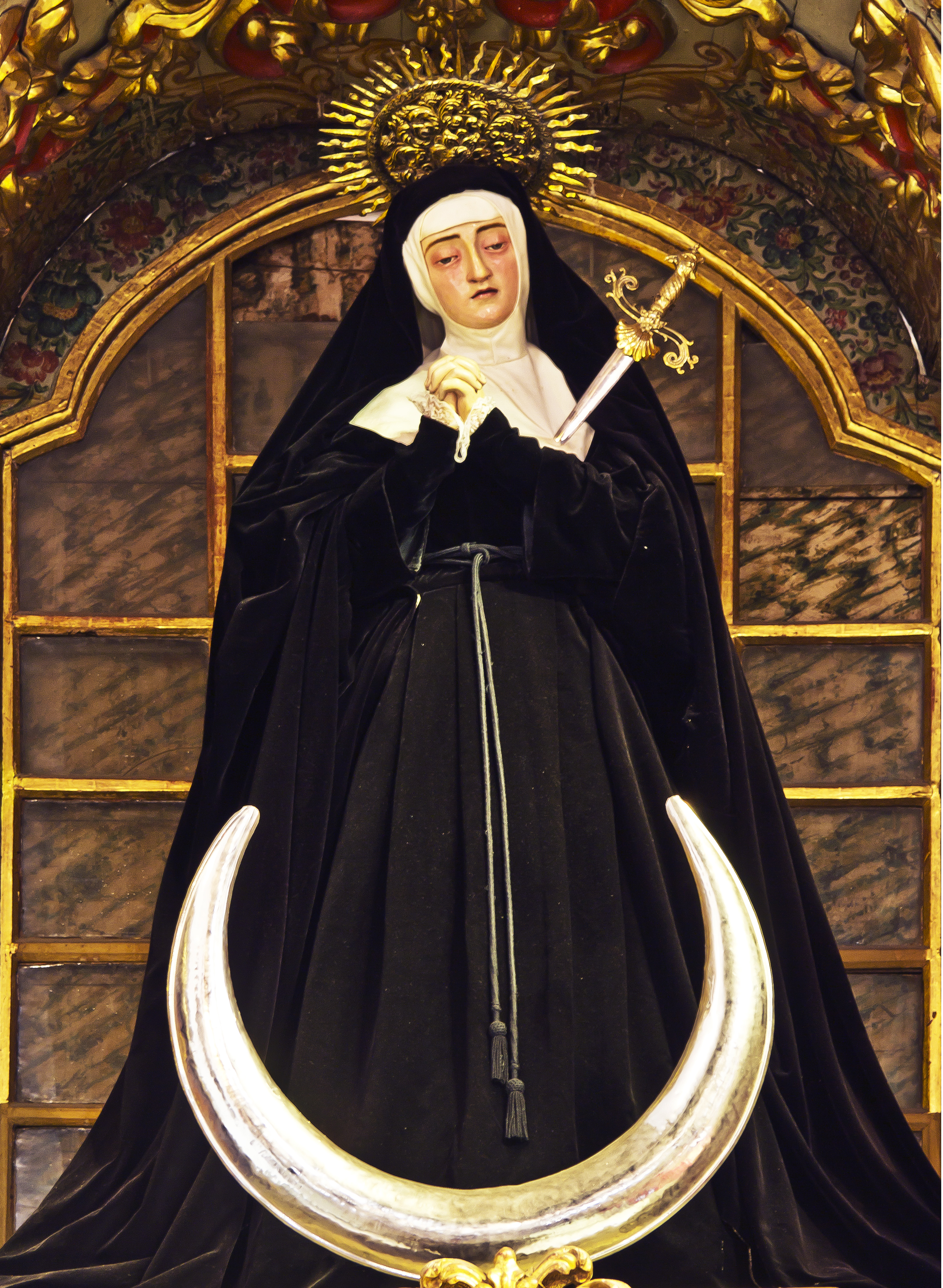
Virgen del Retiro

Die Gemeindekirche San Francisco de Asís (Iglesia Parroquial San Francisco de Asís) ist die Kirche des ehemaligen Franziskanerklosters San Pedro Alcántara in Santa Cruz de Tenerife.

## Geschichte
1676 genehmigte König Karl II. die Gründung eines Franziskanerklosters in Santa Cruz de Tenerife. 1677 wurde mit dem Bau des Klostergebäudes begonnen.
Der Bau des Klosters, das den Namen San Pedro de Alcántara erhielt, wurde im Jahr 1680 mit Hilfe einer Zuwendung des Bischofs García Ximénez vorerst vollendet. Als Kirche diente die Kapelle Nuestra Señora de la Soledad, die ihr Gründer Tomás de Ayala an die Franziskaner abgetreten hatte.
In den Jahren 1705 bis 1710 wurde ein Turm aus Hausteinen nach den Plänen des im Kloster lebenden José Pérez geschaffen. In diesem Turm wurden drei Glocken aufgehängt. Pérez entwarf ebenfalls den Hauptaltarraum, der in dieser Zeit errichtet wurde. Die Vierung und die gesamte Hauptkapelle wurden von Andrés Rodríguez Bello zwischen 1713 und 1715 errichtet.
Der Bau des Klosters und seiner Kirche erhielt neue Impulse dank der Beiträge des Bischofs Lucas Conejero, der es vorzog, anstelle von Las Palmas de Gran Canaria, dem eigentlichen Bischofssitz, in Santa Cruz zu wohnen. Er wählte in der Zeit von 1718 bis 1724 das Franziskanerkloster zu seinem Wohnsitz. Während seiner Anwesenheit und dank seiner Hilfe konnte die Orgel der Kirche gekauft, der Hauptaltarraum fertiggestellt, das Dach erhöht und der Altar vergoldet werden. Eine Darstellung dieses Bischofs hängt auf der rechten Seite des Hauptaltarraums über der Tür zur Sakristei. Der Hauptaltarraum wurde mit Steinplatten der Kanarischen Inseln und holländischen Ziegeln ausgelegt. Es wurde eine Klosterzelle, die sogenannte Zelle des Bischofs, gebaut, die durch einen Gang und einer Treppe einen direkten Zugang vom Kloster zum Chor bot.
Von 1760 bis 1762 wurde ein zweites Schiff auf der linken, der Südseite, erbaut. Der Bau eines neuen Turms am Ende des 18. Jahrhunderts führte zu einem anhaltenden Streit mit dem Pfarrer der Gemeinde Nuestra Señora de la Concepción (Santa Cruz de Tenerife). Der Pfarrer der Gemeinde konnte rechtlich nicht dagegen vorgehen, dass der Turm des Klosters höher war als der seiner Kirche. Aber die Ordensbrüder hatten vier Glocken in dem Turm aufgehängt. Der Gemeindepfarrer fand heraus, dass es eine alte Päpstliche Bulle aus dem Beginn des 15. Jahrhunderts gab, die es den Klostern nicht erlaubte, mehr als eine Glocke zu besitzen. Daher klagte er beim bischöflichen Ordinariat dagegen. Tatsächlich besaß das Kloster, wie aus dem Inventar von 1708 hervorgeht, schon immer wenigstens drei Glocken. Diese hingen allerdings nicht in einem Turm, der höher war als der der Gemeindekirche. Die Franziskaner verteidigten sich mit einer Bulle des Papstes Innozenz XI. vom 12. Februar 1685, die eine vorhergehende des Papstes Johannes XXII. aufhob. Diese bezog sich allerdings auf den Dominikanerorden. Der Bischof Cervera, der selber Franziskaner des Reformordens San Pedro de Alcántara war, gab die Anweisung, dass wenigstens eine Glocke abzuhängen sei. Da es sich für sie um die Ehre des Patrons handelte, gingen die Ordensbrüder bis nach Rom, wo sie von Pius VI. das Recht erhielten, so viele Glocken im Turm aufzuhängen, wie sie wollten. Der Gemeindepfarrer gab daraufhin für seine Kirche einen höheren Turm in Auftrag. Die Franziskaner dagegen hängten in ihrem Turm bis zu fünf Glocken auf, die letzte im Jahr 1792.
Die Kirche wurde bei der Auflösung des Klosters im Zuge der Desamortisation in Spanien ab 1821 als zusätzliche Gemeindekirche der Gemeinde Concepción genutzt. 1824 wurde die Kirche geschlossen. Das Kloster wurde nach einigem Hin- und Her im Jahr 1835 im Rahmen der Desamortisation in Spanien endgültig aufgehoben. Die Kirche wurde ab 1848 wieder als Gemeindekirche der Gemeinde Concepción genutzt. Ab 1850 war die Kirche Gemeindekirche einer selbständigen Kirchengemeinde. Im Jahr 1907 befand sich die Kirche in einem ruinösen Zustand, so dass sie ein Jahr für Renovierungsarbeiten geschlossen werden musste. Die Gebäude des Klosters wurden, mit Ausnahme des Kirchturms, 1929 abgerissen. An ihrer Stelle wurde das heutige Gerichtsgebäude und das Gebäude des Museums erbaut. An der Stelle des Klostergartens wurde die Plaza del Príncipe de Asturias (Santa Cruz de Tenerife) angelegt. Eine weitere grundlegende Renovierung erhielt das Kirchengebäude im Jahr 1970.
Die Kirche wurde am 23. Dezember 2008 zum Bien de Interés Cultural erklärt.

## Außenansicht
Die Fassade ist in drei Teile gegliedert, die den drei Schiffen entsprechen. Der Haupteingang in der Mitte besteht aus einem Halbkreisbogen, den gedrehte Säulen einrahmen. Oben wird der Eingang durch einen Sprenggiebel abgeschlossen, in dem sich eine Nische mit dem Bild des Schutzheiligen befindet. Im oberen Giebelbereich gibt es kreisrundes Fenster. Die Eingänge zu den Seitenschiffen haben einfache Rundbogen. Darüber befinden sich Fenster mit Halbkreisbogen. Die Fassade endet mit einem Gesims, das die drei Körper verbindet.

## Innenraum
Das Gebäude hat einen rechteckigen Grundriss und ist in drei Schiffe gegliedert, die durch Bögen getrennt sind, die sich auf kräftige Säulen aus rotem Tuffstein stützen. Das Mittelschiff hat rechteckige Fenster auf den Seiten. Die Decken des Hauptschiffs und der beiden Seitenschiffe haben traditionelle kanarische Holzdecken. Der Boden ist mit quadratischen weißen und schwarzen Steinplatten bedeckt.
An einer Säule zwischen dem Hauptschiff und dem linken Seitenschiff befindet sich eine achteckige, hölzerne Kanzel, deren Flächen bildliche Darstellungen tragen.

### Hauptaltar
Der Hauptaltar der Kirche ist von besonderer kunsthistorischer Bedeutung. Er wurde im Jahr 1733 geschnitzt und in den Jahren 1736 bis 1739 vergoldet. Er wird als einer der interessantesten des Archipels angesehen. Das gilt besonders für die außergewöhnliche pflanzliche und die bildhafte Ausschmückung. Die Figur der Unbefleckten Empfängnis ist die Arbeit des aus La Orotava stammenden Künstlers Nicolas Perdigón Oramas. Auf der linken Seite des Altars befindet sich eine aus Südamerika stammende Figur des Heiligen Franz von Assisi aus dem 18. Jahrhundert. Die Figur des Heiligen Dominikus auf der rechten Seite ist die Arbeit eines unbekannten Künstlers aus dem 17. Jahrhundert. Sie stammt aus dem aufgelösten Dominikanerkloster in Santa Cruz de Tenerife.
Die Decke des Hauptaltarraums trägt Malereien im portugiesischen Stil, die die Krönung der Jungfrau durch die Dreieinigkeit darstellen. Die Seitenwände zeigen z. T. in Grisaillemalerei, die dem Künstler Carlos Acosta zugeschrieben werden, Szenen, die sich auf die Eucharistie beziehen. Die Flächen über den Bögen zwischen den Seitenschiffen und den Kapellen sind mit Freskomalereien aus dem späten 18. Jahrhundert bedeckt. Als besonders interessant gilt die Bemalung auf dem Feld über dem Bogen zwischen dem Hauptschiff und dem Hauptaltarraum. Sie zeigt eine Darstellung der Maria Immaculata, die, unterstützt von Karl III. und dem Franziskanerorden, für das Dogma der unbefleckten Empfängnis kämpft.

### Kapelle des Señor de las Tribulaciones
Die Kapelle an der Stirnwand des rechten Seitenschiffs wurde als Kapelle des Ludwig IX. (Frankreich) in den Jahren 1721 bis 1722 errichtet. Für viele Gläubige der Stadt Santa Cruz de Tenerife ist der Altar des „Señor de las Tribulaciones“, der sich in dieser Kapelle befindet, der wichtigste Altar der Kirche. Ursprünglich ging man davon aus, dass es sich um eine Skulptur aus Maispaste und Stoffen handelte und amerikanischen Ursprungs war. Bei der letzten Restaurierung im Jahr 2022 fand man jedoch heraus, dass die Plastik im 17. Jahrhundert mithilfe einer Stoffklebetechnik erstellt wurde. Sie wird entsprechend der Feiertage des Kirchenjahres unterschiedlich mit Textilien ausgestattet. Der Ruhm dieser Skulptur beruht darauf, dass eine Epidemie im Jahr 1893 endete, nachdem die Skulptur in einer Prozession durch die Straßen der Stadt gebracht wurde. Aus diesem Grund ist sie bekannt als die „Señor de Santa Cruz“.
In den Seitennischen befinden sich die Figuren des Santo Domingo de la Calzada und die des San Expedito, oberhalb des Señor de las Tribulaciones San Alfonso María de Ligorio, unterhalb des Señor de las Tribulaciones ein segnendes Jesuskind.
An der rechten Seitenwand der Kapelle steht in einer Nische die Figur des Sagrado Corazón de Jesús.

### Altar des Heiligen Josefs
Der Altar des Heiligen Josefs befindet sich im rechten Seitenschiff der Kirche. Er wurde in den Jahren 1730 bis 1733 errichtet. In der mittleren Nische des Altars steht eine Figur des Heiligen Josefs mit dem Christuskind. Im oberen Teil des Altars sind auf Gemälden der Heiligen Franziskus, der Heilige Laurentius und den Heiligen Johannes dargestellt.

### Altar des Cristo de la Buena Muerte
Der Durchgang, der früher die Kirche mit dem Kloster verband, ist heute von einem Altar im Neorenaissance-Stil verdeckt, der einen „Cristo de la Buena Muerte“ zeigt. Er stammt aus der Übergangszeit vom 17. zum 18. Jahrhundert.

### Altar des Heiligen Antonius von Padua
Der Altar des Heiligen Antonius von Padua ist der letzte Altar im rechten Seitenschiff. Er beinhaltet Figuren des Heiligen Antonius von Padua, des Heiligen Kajetan von Thiene, des Petrus von Alcantara, des Unbefleckten Herzes Mariä, Salvator von Horta, Luis Beltrán und des Rochus von Montpellier.

### Figur des Hermano Pedro Hermano Pedro de San José
Der Altar ist dem ersten Heiligen der Kanarischen Inseln gewidmet, dem Hermano Pedro de San José Betancur. Die Darstellung stammt aus dem Jahr 2004.

### Taufkapelle
Im rechten Seitenschiff ist unter der Treppe, die zur Orgelempore führt, eine Taufkapelle eingerichtet.

### Altar der Seelen
Den Hintergrund des Allerseelenaltars im linken Seitenschiff bildet ein Gemälde des aus Teneriffa stammenden Malers Rafael Henríquez, geboren im Jahr 1737. Es zeigt die Fürsprache der Heiligen Domenikus und Franziskus von Assisi für die Seelen im Fegefeuer.

### Sueño de San José
Die Gruppe des Heiligen Josefs mit einem Engel stellt den „Sueño de San José“ dar. Sie bildet im linken Seitenschiff den Gegenpart zu der Figur des Hermano Pedro de San José.

### Altar der Jungfrau des Trostes
In diesem Altar sind in der Mitte die Jungfrau des Trostes aus dem 18. Jahrhundert, links die Heilige Klara von Assisi aus dem 18. Jahrhundert, sowie rechts die Heilige Rita (aus dem Jahr 1945) dazu in der Mitte unten die Figur „Unsere Liebe Frau der sieben Schmerzen“ (eine kleine zu bekleidende Figur) dargestellt.

### Altar des Heiligen Buenaventura
Dieser Altar befindet sich im linken Seitenschiff. Er wurde im Jahr 1740 vergoldet. In den unteren Nischen stehen die Plastiken des Heiligen Buenaventura, des Heiligen Blasius von Sebaste und des Franz von Paula.

### Kapelle der Virgen del Retiro
An der Stirnwand des linken Seitenschiffs befindet sich die Kapelle der „Virgen del Retiro“ mit der „Virgen de los Dolores“ des Künstlers Luján Pérez aus dem 18. Jahrhundert im Zentrum. Die Figuren des Heiligen Johannes des Täufers und der Heiligen Lucia von Syrakus sind in den Seitennischen zu sehen. der Altar wurde in den Jahren 1751 bis 1753 erstellt.